# Largura de barramento
Em telecomunicações, a largura da banda, largura de barramento ou apenas banda (também chamada de débito) usualmente se refere à bitrate de uma rede de transferência de dados, ou seja, a quantidade em bits/s que a rede suporta. A denominação banda, designada originalmente a um grupo de frequências é justificada pelo fato de que o limite de transferência de dados de um meio está ligado à largura da banda em hertz. O termo banda larga denota conexões com uma largura em hertz relativamente alta, em contraste com a velocidade padrão em linhas analógicas convencionais (56 kbps), na chamada conexão discada.

## Limite de banda
O limite de banda é o limite máximo de transferência de bits, onde também é designada sua velocidade. Por exemplo, você pode ter uma conexão discada de 56 kbps, onde 56 kilobits por segundo é o limite de transferência de bits de sua conexão ou uma banda de 1 Mbps, você conseguiria transportar cerca de 1 megabit por segundo.
Nela podemos achar também o valor relativo a transferência de dados real, também chamado de taxa ou velocidade de transferência, throughput ou vazão, que varia em fatores como tamanho de cabeçalho em cada camada e congestionamentos. Por exemplo, considerando uma conexão à internet sem congestionamento e que os cabeçalhos ocupem aproximadamente 1% dos bits transferidos, numa conexão de 56 kbps, você conseguirá taxas de transferência de no máximo 55,4 kbps (6,7 kB/s) aproximadamente, enquanto numa banda de 256kbps, você conseguirá uma taxa de transferência de aproximadamente 253 kbps (31 kB/s).
O termo limite de banda é frequentemente utilizado por operadoras de telecomunicações referindo-se à redução de velocidade da conexão quando o cliente atinge o limite de dados recebidos e/ou enviados oferecido pelo serviço num período de um mês.[carece de fontes?]
Em hospedagem de websites, o termo banda é usado para descrever a taxa de dados limite que podem ser recebidos e/ou enviados por um website.

## Traffic shaping
O limite de banda de uma conexão anunciada por uma operadora se associa aos limites impostos internamente na operadora, de acordo com planos de serviço — frequentemente distando do limite físico de banda da rede de telecomunicações. Estas operações se denominam traffic shaping.

## Velocidades de conexão
Abaixo uma tabela mostrando o limite de banda de diferentes tipos de conexão à Internet:
| 56 kbit/s    | Modem / Discada     |
| 1544 kbit/s  | T1                  |
| 2048 kbit/s  | E1                  |
| 10 Mbit/s    | Ethernet            |
| 11 Mbit/s    | Wireless 802.11b    |
| 54 Mbit/s    | Wireless-G 802.11g  |
| 100 Mbit/s   | Fast Ethernet       |
| 450 Mbit/s   | Wireless-N 802.11n  |
| 1000 Mbit/s  | Gigabit Ethernet    |
| 10000 Mbit/s | 10 Gigabit Ethernet |